# 에밀리아 맥카시

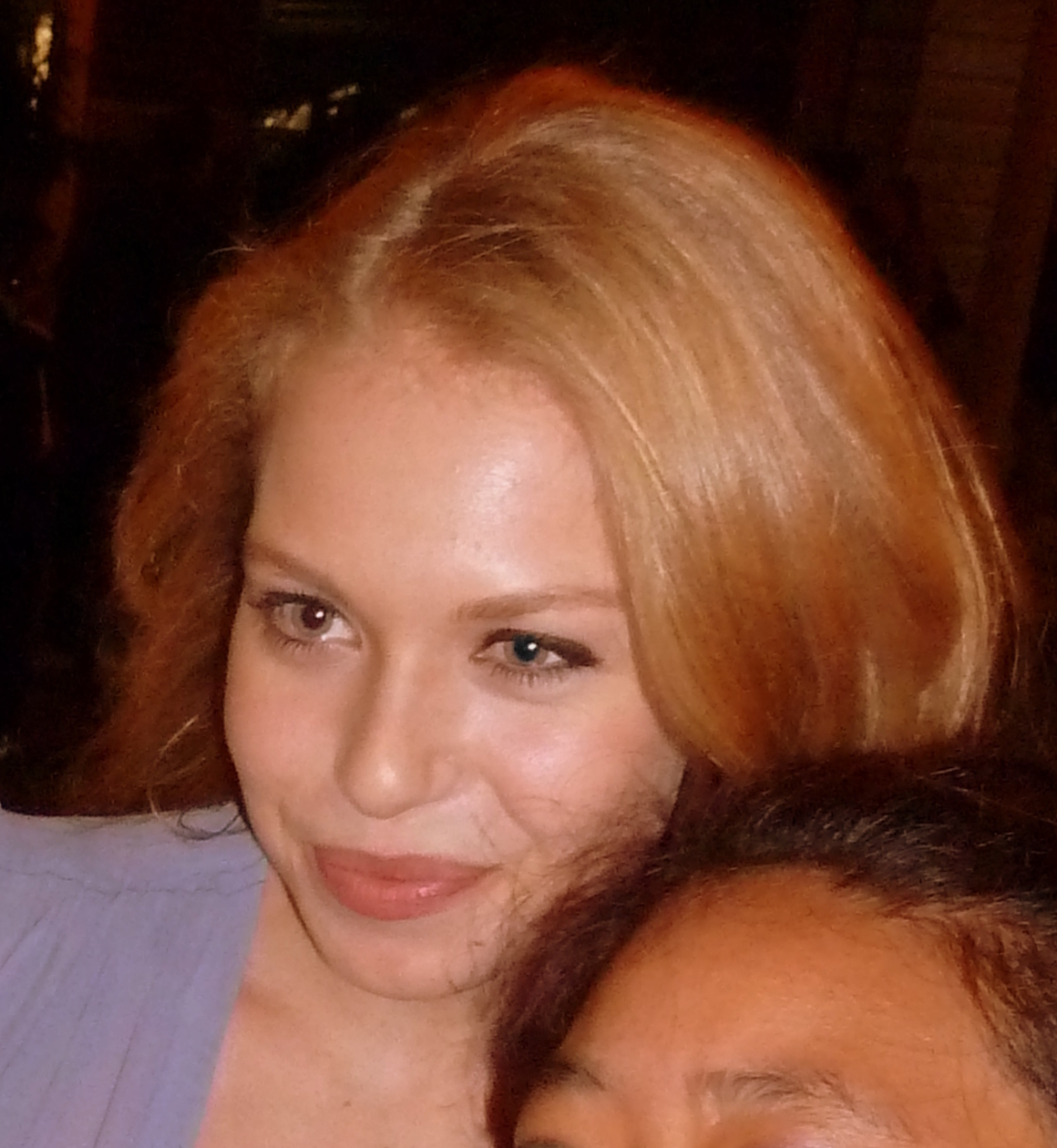

어밀리아 매카시(Emilia McCarthy, 영어 발음: /əˈmiːliə/, 1997년 8월 28일 ~ )는 캐나다의 배우, 무용가, 작가이다.
런던에서 태어났다.

## 출연 작품

### 영화
- 조이의 비밀앱 (2014)
- 맵 투 더 스타 (2014) - 케일라 역

### 텔레비전
- 헴록 그로브 (2013)